# Ngozi (Burundi)
Ngozi ist eine Stadt im Norden Burundis. Sie ist Hauptstadt der gleichnamigen Provinz Ngozi. 2007 hatte Ngozi etwa 22.000 Einwohner.
Die Stadt liegt auf 1820 m Höhe. Sie verfügt über ein staatliches Krankenhaus.
Der Fußballverein Le Messager FC de Ngozi ist in der Stadt beheimatet.

## Persönlichkeiten
- Enock Sabumukama (* 1995), Fußballspieler
- Onésime Rukundo (* 1999), Fußballspieler